# Jōji Nakata
Jōji Nakata (jap. 中田 譲治 Nakata Jōji; właściwie Hitoshi Nakata (jap. 中田 均志 Nakata Hitoshi), ur. 22 kwietnia 1954 w Tokio) – japoński aktor i seiyū, znany głównie z ról Alucarda w Hellsing i Giroro w Keroro Gunsō, a także z występów w różnych serialach tokusatsu. Okazjonalnie udziela także głosu w dubbingu. Zazwyczaj użycza głosu czarnym charakterom. Jego znakiem charakterystycznym jest niski głos. Zatrudniony jest w Office Osawa.

## Wybrane role głosowe
- Hellsing: Alucard
- Król szamanów: Ados
- Naruto: Baki
- Naruto Shippūden: Baki
- Sonic X: Dark Oak
- Keroro Gunsō: Giroro
- Code Geass: Diethard Reid
- Fate/stay night: Kotomine Kirei
- JoJo’s Bizarre Adventure: Enrico Pucci
- Kidō Senshi Victory Gundam: Leonid Almodovar, narrator
- Tekken: Kazuya Mishima
- Kamen Rider Gaim: Roshuo
- Kaizoku Sentai Gokaiger: Zaien
- Kamen Rider OOO: narrator
- Log Horizon: Nyanta
- Maho Girls Pretty Cure!: Gamets
- Hōseki no kuni: Kongō-sensei
- Golden Kamuy: Toshizō Hijikata
- Kengan Ashura: Hideki Nogi
- Kekkon surutte, hontō desu ka – pan Jōji[1]

## Wybrane role aktorskie
- Chōshinsei Flashman: Sir Kauler
- Chōjū Sentai Liveman: Wielki Profesor Bies
- Kamen Rider Black: naukowiec w odc. 10
- Tokkyū Shirei Solbrain: David Kosugi